# احتكار الكحول

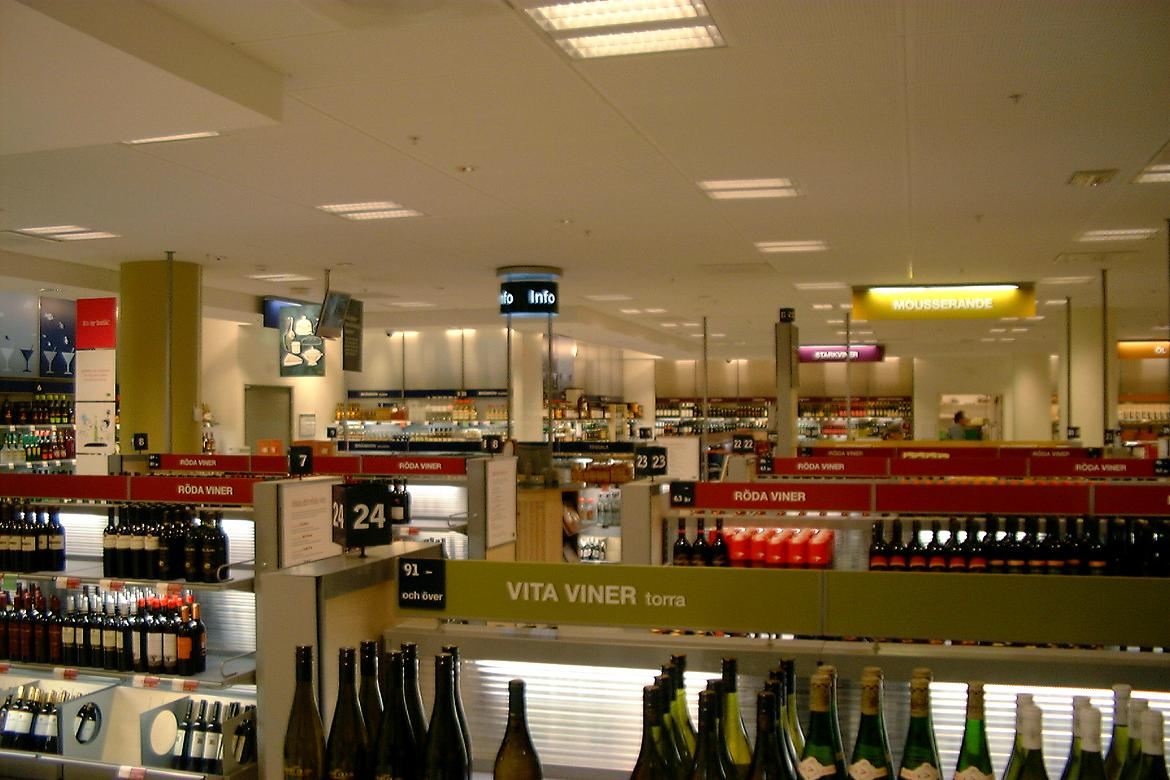
داخل فرع احتكار الكحول السويدي ، سيستم بولجيت، في سودرتاليا

احتكار الكحول (بالإنجليزية: alcohol monopoly)‏ هو احتكار الحكومة على تصنيع و/أو البيع بالتجزئة على بعض أو جميع المشروبات الكحولية، مثل البيرة، والنبيذ، والمشروبات الروحية. يمكن استخدام النظام الاحتكاري للكحول كبديل عن المنع الكلي للكحول، يطبق احتكار الكحول في جميع دول الشمال، باستثناء الدنمارك (يطبق فقط في جزر فارو) وفي جميع المقاطعات والأقاليم في كندا باستثناء ألبرتا (التي خصخصت احتكارها في عام 1993)، في الولايات المتحدة، هناك بعض حالات التحكم في المشروبات الكحولية، يتم التحكم في بيع الكحول بالجملة من قبل حكومة الولاية، ويتم تقديم مبيعات التجزئة من قبل تجار التجزئة الحكوميين أو الخاصين.

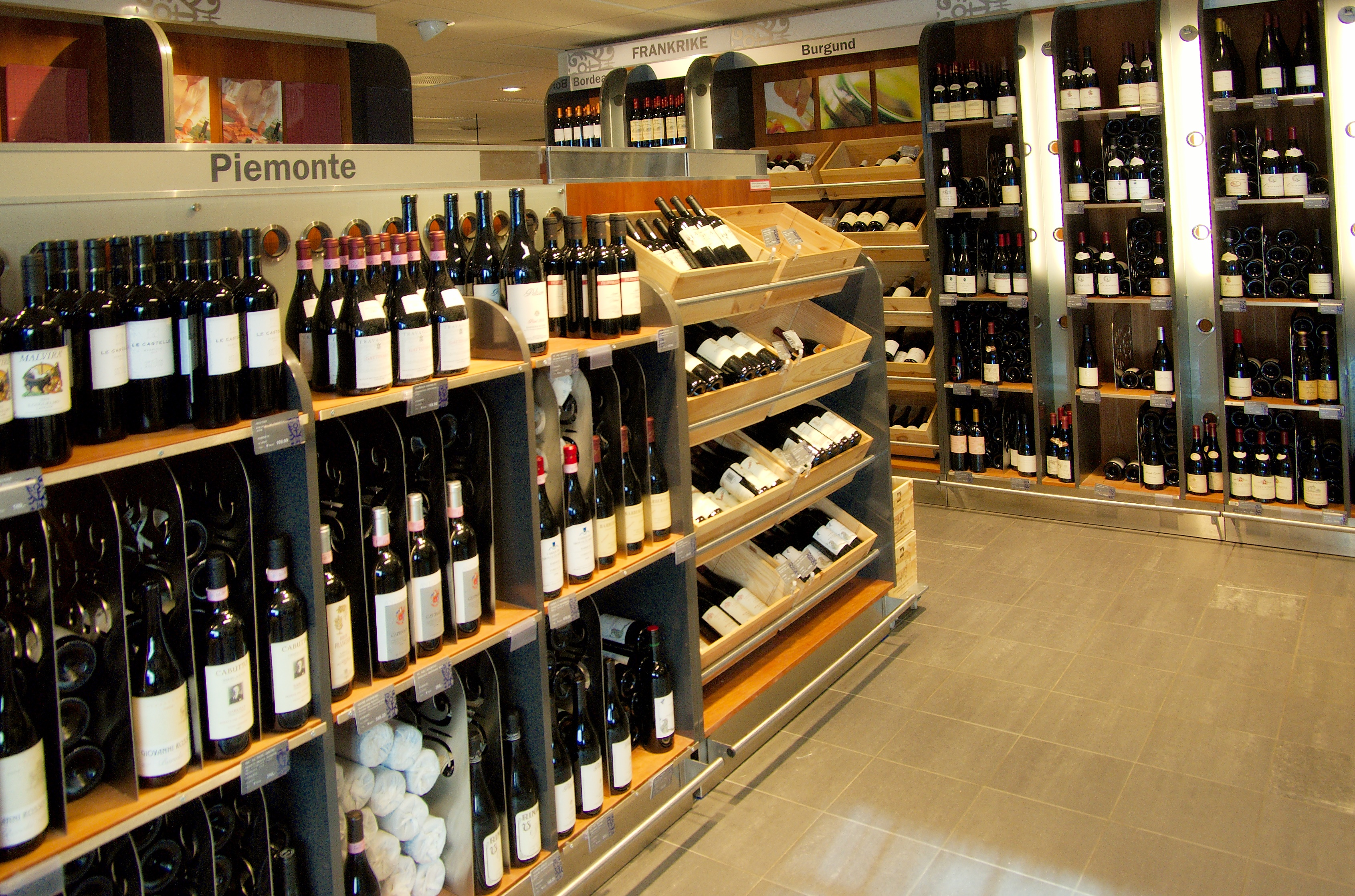
داخل محل الاحتكار النرويجي (Vinmonopolet)

كان نظام احتكار الكحول مطبقاً أيضاً في تايوان بين عام 1947 حتى عام 2002، والذي لم يكن في الواقع بمثابة شكل فريد للحد من شرب الكحول كما كان الحال في بلدان الشمال الأوروبي وكندا والولايات المتحدة، ولكنه كان بالأحرى من بقايا ما بعد الاستعمار من الحكم الياباني. تم فتح السوق التايوانية تدريجيًا أمام العلامات التجارية الخارجية بدءاً من عام 1987 ، مع التحرير الكامل الذي تحقق في عام 2002، وهو العام انضمت فيه تايوان إلى منظمة التجارة العالمية.

## أمثلة
| الدولة           | المنظمة الاحتكارية | الاسم باللغة الأصلية                                         | مصدر        |
| ---------------- | --- | ------------------------------------------------------------ | ----------- |
| السويد           | سيستم بولجيت | (بالسويدية: Systembolaget)                                   |             |
| فنلندا           | ألكو | (بالفنلدنية: Alko)                                           |             |
| النرويج          | | (بالنرويجية: Vinmonopolet)                                   |             |
| آيسلندا          | شركة الكحول والتبغ الحكومية في أيسلندا | (بالآيسلندية: Áfengis- og tóbaksverslun ríkisins)‏            | [ 5 ]       |
| جزر فارو         | | (بالدنماركية: Rúsdrekkasøla Landsins)                        |             |

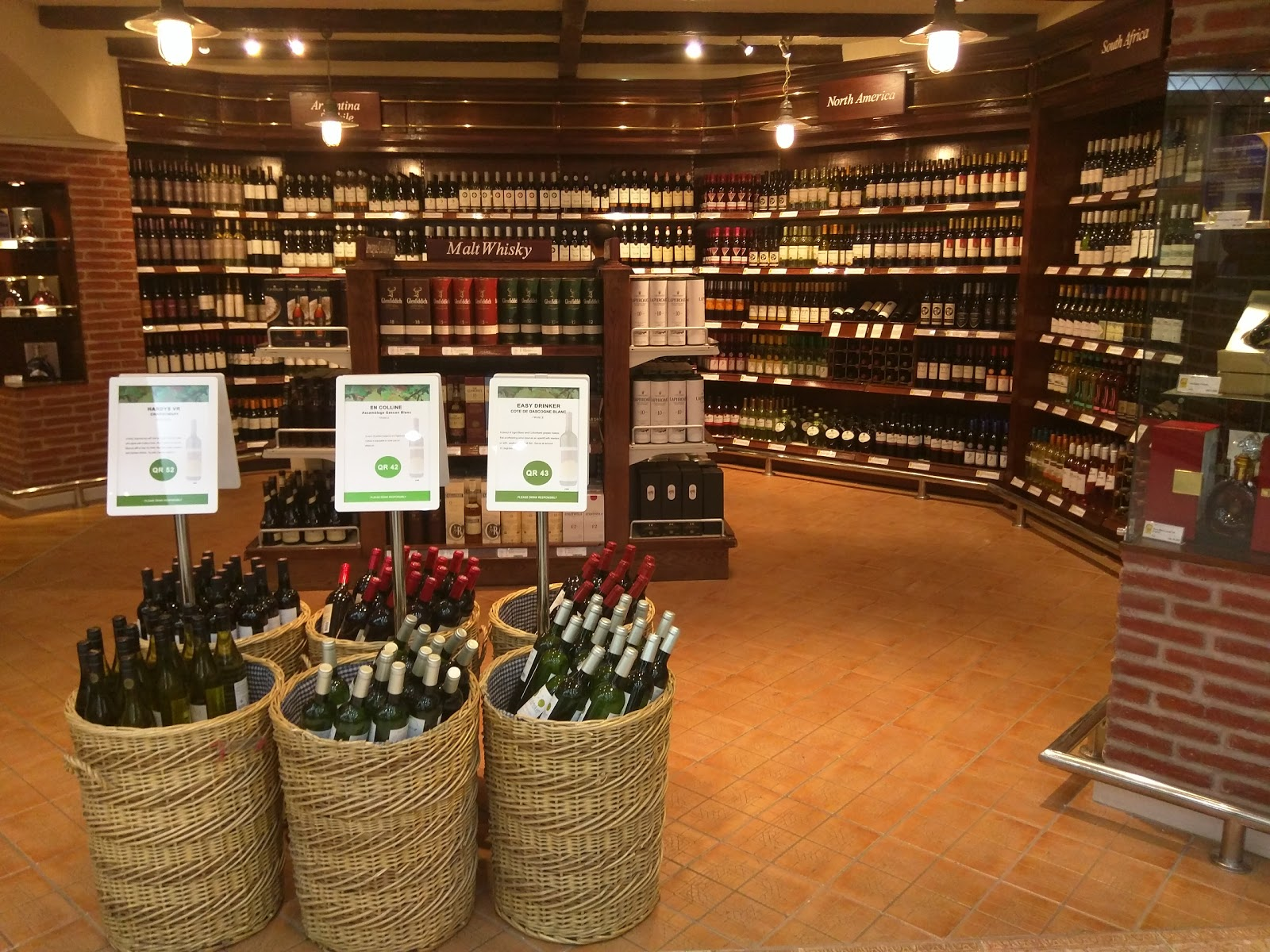
صورة داخلية لفرع الاحتكار القطري، شركة قطر للتوزيع في الدوحة، أم الجفيرات

| كندا             | شركات التاج الخمور الإقليمية - تختلف المؤسسات المسؤولة باختلاف الولاية | (بالإنجليزية: Provincial Liquor Crown Companies)‏             |             |
| كندا             | شركات التاج الخمور الإقليمية - تختلف المؤسسات المسؤولة باختلاف الولاية |                                                              |             |
| الولايات المتحدة | الرابطة الوطنية لمراقبة المشروبات الكحولية - لجنة مراقبة المشروبات الكحولية في ولاية كارولينا الشمالية - مجلس مراقبة الخمور في ولاية بنسلفانيا - قسم فيرجينيا للتحكم في المشروبات الكحولية | (بالإنجليزية: National Alcohol Beverage Control Association)‏ |             |
| الولايات المتحدة | الرابطة الوطنية لمراقبة المشروبات الكحولية - لجنة مراقبة المشروبات الكحولية في ولاية كارولينا الشمالية - مجلس مراقبة الخمور في ولاية بنسلفانيا - قسم فيرجينيا للتحكم في المشروبات الكحولية |                                                              |             |
| تركيا            | | (بالتركية: TEKEL)                                            |             |
| الهند            | شركة مشروبات ولاية كيرلا | (بالإنجليزية: Kerala State Beverages Corporation)            |             |
| قطر              | شركة قطر للتوزيع | -                                                            | [ 6 ] [ 7 ] |